# Tajon Buchanan
Tajon Trevor Buchanan (* 8. února 1999) je kanadský profesionální fotbalista, který hraje za italský klub Inter Milán a kanadský národní tým. Je známý svou všestranností a technickými schopnostmi. Obvykle hraje na pozici krajního obránce, ale může být nasazen i jako záložník nebo křídlo.

## Klubová kariéra

### Mládežnická kariéra
Buchanan se narodil a vyrůstal v Bramptonu v Ontariu a je jamajského původu. Jeho otec zemřel, když bylo Buchananovi sedm let. Fotbal začal hrát v Brampton Youth, když mu bylo osm let. Buchanan vyhrál v roce 2014 IMG Cup s týmem Mississauga Falcons. V 15 letech se přestěhoval se svým nejlepším kamarádem a otcem svého nejlepšího kamaráda (a jeho bývalým trenérem) Chrysem Chrysanthouem do Colorada, kde se připojil k akademii Real Colorado.
Buchanan strávil v letech 2017 až 2018 dva roky hraním univerzitního fotbalu v klubu Syracuse Orange, kde odehrál 33 zápasů, vstřelil 12 gólů a připsal si šest asistencí. Po dvou letech v Orange Buchanan předčasně odešel a před superdraftem MLS 2019 podepsal smlouvu s Major League Soccer.
V létě 2018 hrál Buchanan za tým Sigma z League1 Ontario, kde odehrál sedm zápasů a vstřelil dva góly.

### New England Revolution
Dne 11. ledna 2019 byl Buchanan vybrán jako devátý v celkovém pořadí v superdraftu MLS 2019 týmem New England Revolution. Svůj profesionální debut si odbyl 9. března 2019 jako náhradník v 81. minutě při prohře 0:2 s Columbusem. Dne 24. listopadu 2020 vstřelil svůj první gól v play-off MLS Cupu, když vstřelil druhý a poslední gól při výhře 2:0 nad Philadelphií Union.
Dne 3. července 2021 vstřelil Buchanan první gól v historii Lower.com Field při remíze 2:2 s Columbusem Crew. Během sezóny 2021 si Buchanan díky své pokračující dobré formě za Revolution vysloužil nominaci na Utkání hvězd MLS 2021 v srpnu 2021.

### Club Bruggy
Ve stejném měsíci podepsal Buchanan smlouvu na tři a půl roku s belgickým mistrem Club Bruggy. Buchanan byl zapůjčen zpět do New England Revolution na zbytek sezóny 2021. Přestupová částka 7 milionů dolarů, kterou zaplatil Club Bruggy, byla klubovým rekordem, který Revolution obdrželi za jednoho ze svých hráčů. Za Bruggy debutoval 15. ledna 2022 proti Sint-Truidenu. Buchanan vstřelil svůj první gól za Bruggy 24. dubna proti Royalu Antverpy.

### Inter Milán
Dne 5. ledna 2024 se Buchanan oficiálně připojil k klubu Serie A Inter Milán za údajnou částku 7 milionů eur plus 3 miliony eur v bonusech a podepsal s klubem smlouvu na čtyři a půl roku. Stal se tak vůbec prvním kanadským hráčem v Interu.

## Reprezentační kariéra

### Mládežnická
Buchanan byl 26. února 2020 jmenován na provizorní soupisku kanadské reprezentace do 23 let pro olympijské kvalifikační mistrovství mužů CONCACAF 2020. O rok později, 10. března 2021, byl jmenován do finálového týmu pro přeložený turnaj. V úvodním zápase Kanady se Buchanan trefil při vítězství 2:0 nad Salvadorem. Byl jmenován mladým kanadským hráčem roku 2020.

### Seniorská
Buchanan přijal pozvání na kemp kanadské seniorské reprezentace na leden 2021. Buchanan byl povolán v červnu na nadcházející kvalifikační zápasy na mistrovství světa proti Arubě a Surinamu a následně debutoval v seniorském týmu proti Arubě, když asistoval na dva góly při vítězství 7:0. Dne 18. června byl Buchanan jmenován do 60členného přípravného týmu Kanady pro Zlatý pohár CONCACAF 2021. Dne 1. července byl povolán do finálního 23členného týmu. Svůj první gól za seniorský tým vstřelil 29. července proti Mexiku v semifinále Zlatého poháru, když vsítil vyrovnávací branku při konečné porážce 2:1. Buchananova hra na turnaji byla široce chválena regionálními médii a na závěr soutěže byl jmenován nejlepším mladým hráčem Zlatého poháru CONCACAF 2021.
V listopadu 2022 byl Buchanan jmenován do kanadského týmu pro Mistrovství světa ve fotbale 2022. Ve druhém zápase na turnaji 27. listopadu proti Chorvatsku vstřelila Kanada svůj vůbec první gól na Mistrovství světa ve fotbale, když Buchanan poslal centr, na který si naskočil Alphonso Davies a poslal míč do sítě.
V červnu 2023 byl Buchanan jmenován do 23členného týmu Kanady pro Ligu národů CONCACAF 2023.

## Statistiky

### Klubové
Platí k zápasu hranému 16. února 2024.
| Klub                               | Sezóna            | Liga               | Liga   | Liga | Národní pohár | Národní pohár | Kontinentální | Kontinentální | Ostatní | Ostatní | Celkově | Celkově |
| Klub                               | Sezóna            | Soutěž             | Zápasy | Góly | Zápasy        | Góly          | Zápasy        | Góly          | Zápasy  | Góly    | Zápasy  | Góly    |
| ---------------------------------- | ----------------- | ------------------ | ------ | ---- | ------------- | ------------- | ------------- | ------------- | ------- | ------- | ------- | ------- |
| Sigma                              | 2018              | League1 Ontario    | 7      | 2    | —             | —             | —             | —             | —       | —       | 7       | 2       |
| New England Revolution             | 2019              | MLS                | 10     | 0    | 1             | 0             | —             | —             | —       | —       | 11      | 0       |
| New England Revolution             | 2020              | MLS                | 23     | 2    | —             | —             | —             | —             | 5       | 1       | 28      | 3       |
| New England Revolution             | 2021              | MLS                | 17     | 6    | 0             | 0             | 0             | 0             | —       | —       | 17      | 6       |
| New England Revolution             | Celkově           | Celkově            | 50     | 8    | 1             | 0             | 0             | 0             | 5       | 2       | 56      | 9       |
| New England Revolution (hostování) | 2021              | MLS                | 10     | 2    | 0             | 0             | —             | —             | 1       | 1       | 11      | 3       |
| Club Bruggy                        | 2021/22           | Jupiler Pro League | 14     | 1    | 1             | 0             | —             | —             | —       | —       | 15      | 1       |
| Club Bruggy                        | 2022/23           | Jupiler Pro League | 24     | 1    | 2             | 0             | 6             | 0             | 0       | 0       | 32      | 1       |
| Club Bruggy                        | 2023/24           | Jupiler Pro League | 12     | 2    | 0             | 0             | 8             | 1             | —       | —       | 20      | 3       |
| Club Bruggy                        | Celkově           | Celkově            | 50     | 4    | 3             | 0             | 14            | 1             | 0       | 0       | 67      | 5       |
| Inter Milán                        | 2023/24           | Serie A            | 1      | 0    | —             | —             | 0             | 0             | —       | —       | 1       | 0       |
| Celkově v kariéře                  | Celkově v kariéře | Celkově v kariéře  | 118    | 16   | 4             | 0             | 14            | 1             | 6       | 2       | 141     | 19      |

### Reprezentační
Platí k zápasu hranému 21. listopadu 2023.
| Národní tým | Rok     | Zápasy | Góly |
| ----------- | ------- | ------ | ---- |
| Kanada      | 2021    | 16     | 3    |
| Kanada      | 2022    | 13     | 1    |
| Kanada      | 2023    | 6      | 0    |
| Celkově     | Celkově | 35     | 4    |

#### Reprezentační góly
Skóre a výsledky Kanady jsou vždy zapsány jako první. Góly Tajona Buchanana jsou zvýrazněny.
| Gól | Datum             | Místo                      | Soupeř   | Skóre | Výsledek | Soutěž                                           |
| --- | ----------------- | -------------------------- | -------- | ----- | -------- | ------------------------------------------------ |
| 1.  | 29. července 2021 | NRG Stadium, Houston, USA  | Mexiko   | 1:1   | 1:2      | Zlatý pohár CONCACAF 2021                        |
| 2.  | 8. září 2021      | BMO Field, Toronto, Kanada | Salvador | 3:0   | 3:0      | Kvalifikace na Mistrovství světa ve fotbale 2022 |
| 3.  | 13. října 2021    | BMO Field, Toronto, Kanada | Panama   | 3:1   | 4:1      | Kvalifikace na Mistrovství světa ve fotbale 2022 |
| 4.  | 27. března 2022   | BMO Field, Toronto, Kanada | Jamajka  | 2:0   | 4:0      | Kvalifikace na Mistrovství světa ve fotbale 2022 |

## Úspěchy
New England Revolution
- Supporters' Shield: 2021

Club Bruggy
- Jupiler Pro League: 2021/22

Inter Milán
- Supercoppa Italiana: 2023

Kanada
- Poražený finalista Ligy národů CONCACAF: 2023

Individuální
- Nejlepší jedenáctka Zlatého poháru CONCACAF: 2021
- Nejlepší mladý hráč Zlatého poháru CONCACAF: 2021
- Nejlepší jedenáctka MLS: 2021
- Kanadský mladý hráč roku: 2020